# Skomer
Skomer (walisisk: Ynys Sgomer) eller Skomer Island er en ø ud for Pembrokeshires kyst i området Marloes and St Brides i det vestlige Wales.
Den har et areal på 2,92 km2. Det højeste punkt 79 moh. og hedder Gorse Hill, mens størstedelenaf øen ligger i omkring 60 meters højde.
Øen er kendt for sit fugleliv, som inkluderer ynglested for omkring halvdelen af verdens almindelige skråper, lundekolonien er den største i det sydlige Storbritannien, og Skoler-rødmusen er endemisk for øen. Skomer er naturreservat, Site of Special Scientific Interest og Special Protection Area. Den er omringet af et maritimt naturreservat, og drives af Wildlife Trust of South and West Wales.
Skomer har også arkæologisk interesse idet den rummer flere bautasten, stencirkler og andre rester af fortidsminder.